# Miconia meridensis
Miconia meridensis är en tvåhjärtbladig växtart som beskrevs av José Jéronimo Triana. Miconia meridensis ingår i släktet Miconia och familjen Melastomataceae.
Artens utbredningsområde är Venezuela. Inga underarter finns listade i Catalogue of Life.